# Hans Struksnæs
Hans Soelberg Struksnæs (ur. 24 kwietnia 1902 w Hov, zm. 25 kwietnia 1983 w Oslo) – norweski żeglarz, olimpijczyk, zdobywca srebrnego medalu w regatach na Letnich Igrzyskach Olimpijskich w 1936 roku w Berlinie.
Na Letnich Igrzyskach Olimpijskich 1936 zdobył srebro w żeglarskiej klasie 8 metrów. Załogę jachtu Silja tworzyli również Lauritz Schmidt, Nordahl Wallem, John Ditlev-Simonsen, Olaf Ditlev-Simonsen i Jacob Tullin Thams.